# Barrett & Perret Electric
Der Barrett & Perret Electric war ein Elektroauto, das die Ingenieure J. A. Barrett und A. Frank Perret 1896 in New York City (New York) bauten.
1895 erhielten sie von einem Bankier aus Texas den Auftrag, dessen Elektroautomobil der Marke Baker & Elberg Electric aus Kansas City (Missouri) leistungsmäßig zu optimieren. Dies ist wahrscheinlich das erste dokumentierte Fahrzeugtuning der Automobilgeschichte.

## Barrett & Perret Electric
Die aus diesem Umbau gewonnenen Erfahrungen brachten Barrett und Perret im folgenden Jahr in ein eigenes Fahrzeug ein. Es entstand nach ihren Plänen in der Werkstatt von J. Curley. Das relativ kleine Vehikel erhielt eine Karosserie als Dos-à-dos; das heißt die hinteren Passagiere saßen rückwärts zur Fahrtrichtung und auf einem Abteil, in dem die sperrigen Batterien untergebracht waren. Der für ein Elektrofahrzeug dieser Epoche bemerkenswert leicht erscheinende Aufbau mit Holzspeichenrädern und Lenkhebel wird dem Traditionsunternehmen Brewster & Company (1856–1937) zugeschrieben, das zu dieser Zeit an der East 25th Street in New York domiziliert war Allerdings durchlief dieser Karossier von Weltruf zu dieser Zeit eine schwierige Phase; Ende 1895 kam es zu einer Insolvenz und der Betrieb stand unter einer Insolvenzverwaltung. Perret war mit dem Ergebnis nicht zufrieden und es folgte keine Produktion. Vom Fahrzeug ist ein Foto erhalten.

## Perret Electric
Auch die Partnerschaft endete und Perret experimentierte darauf mit einer neuartigen, deutlich leichteren Blei-Schwefelsäure Batterie. Zu deren Herstellung organisierte er 1900 die Perret Electric Storage Battery Company an der 21 State Street in New York und baute im gleichen Jahr einen Prototyp der hauptsächlich dazu diente, seine Batterien zu testen. Das Fahrzeug war noch leichter konstruiert als der Vorgänger von 1896. Es war als zweisitziger Runabout ausgelegt und hatte Drahtspeichenräder. Der Karosseriekörper war deutlich vom Chassis abgehoben. Die Batterien waren mittig unter der Sitzbank untergebracht. Auch von diesem Elektroauto ist ein Foto erhalten geblieben. Das Unternehmen war zwar auf die Herstellung von Batterien konzentriert; man war aber gerne bereit, auf Wunsch auch einen Nachbau des Versuchswagens zu liefern.